# NGC 7831
NGC 7831 је спирална галаксија у сазвежђу Андромеда која се налази на NGC листи објеката дубоког неба.
Деклинација објекта је + 32° 36' 33" а ректасцензија 0h 7m 19,3s. Привидна величина (магнитуда) објекта NGC 7831 износи 12,8 а фотографска магнитуда 13,6. Налази се на удаљености од 67,500 милиона парсека од Сунца. NGC 7831 је још познат и под ознакама IC 1530, UGC 60, MCG 5-1-32, IRAS 00047+3219, CGCG 498-78, CGCG 499-50, ARAK 2, PGC 569.